# Pholodes indigna
Pholodes indigna är en fjärilsart som beskrevs av W. Warren 1899. Pholodes indigna ingår i släktet Pholodes och familjen mätare. Inga underarter finns listade i Catalogue of Life.